# Themeda arguens
Themeda arguens là một loài thực vật có hoa trong họ Hòa thảo. Loài này được (L.) Hack. miêu tả khoa học đầu tiên năm 1889.

## Hình ảnh

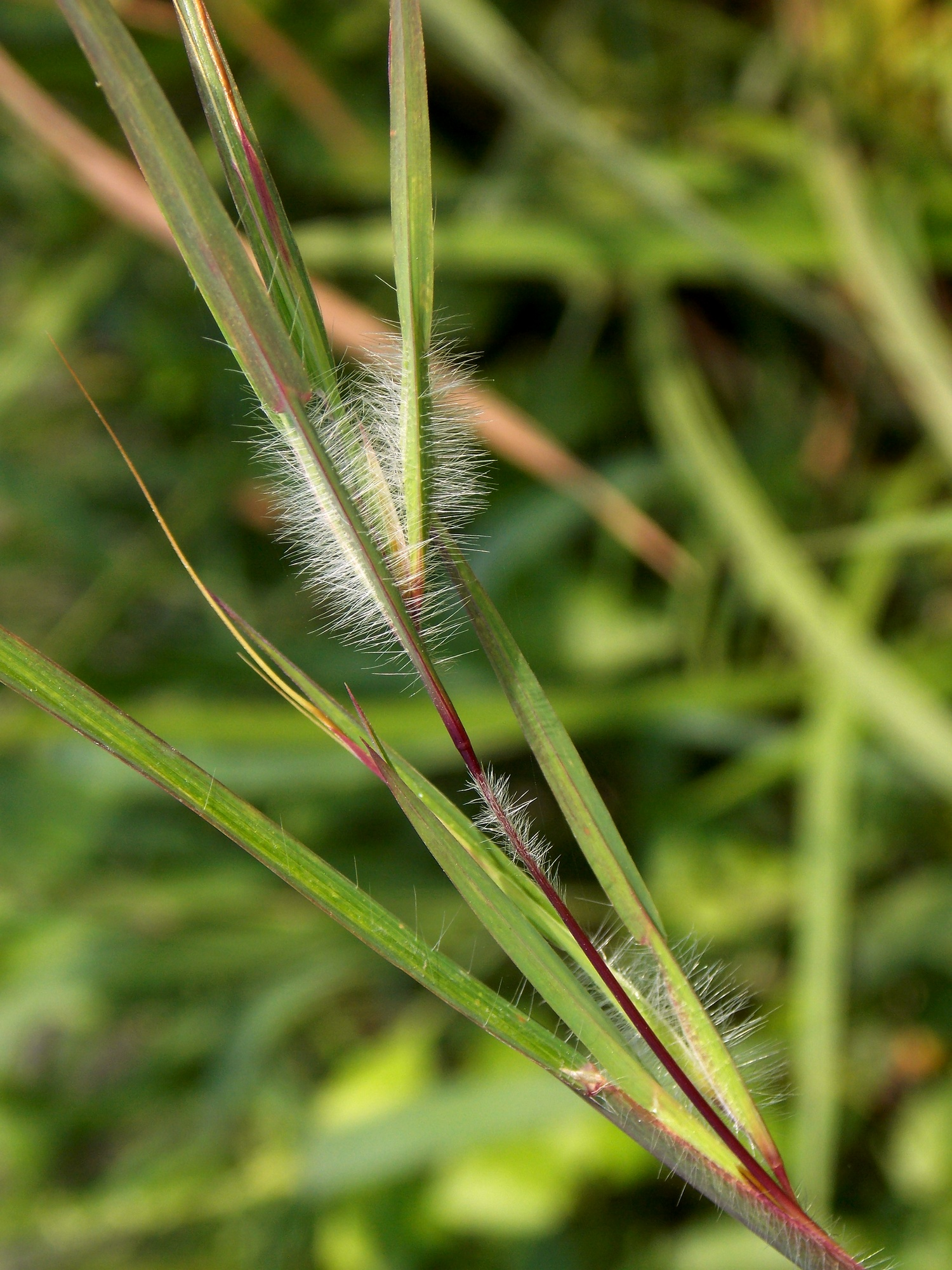
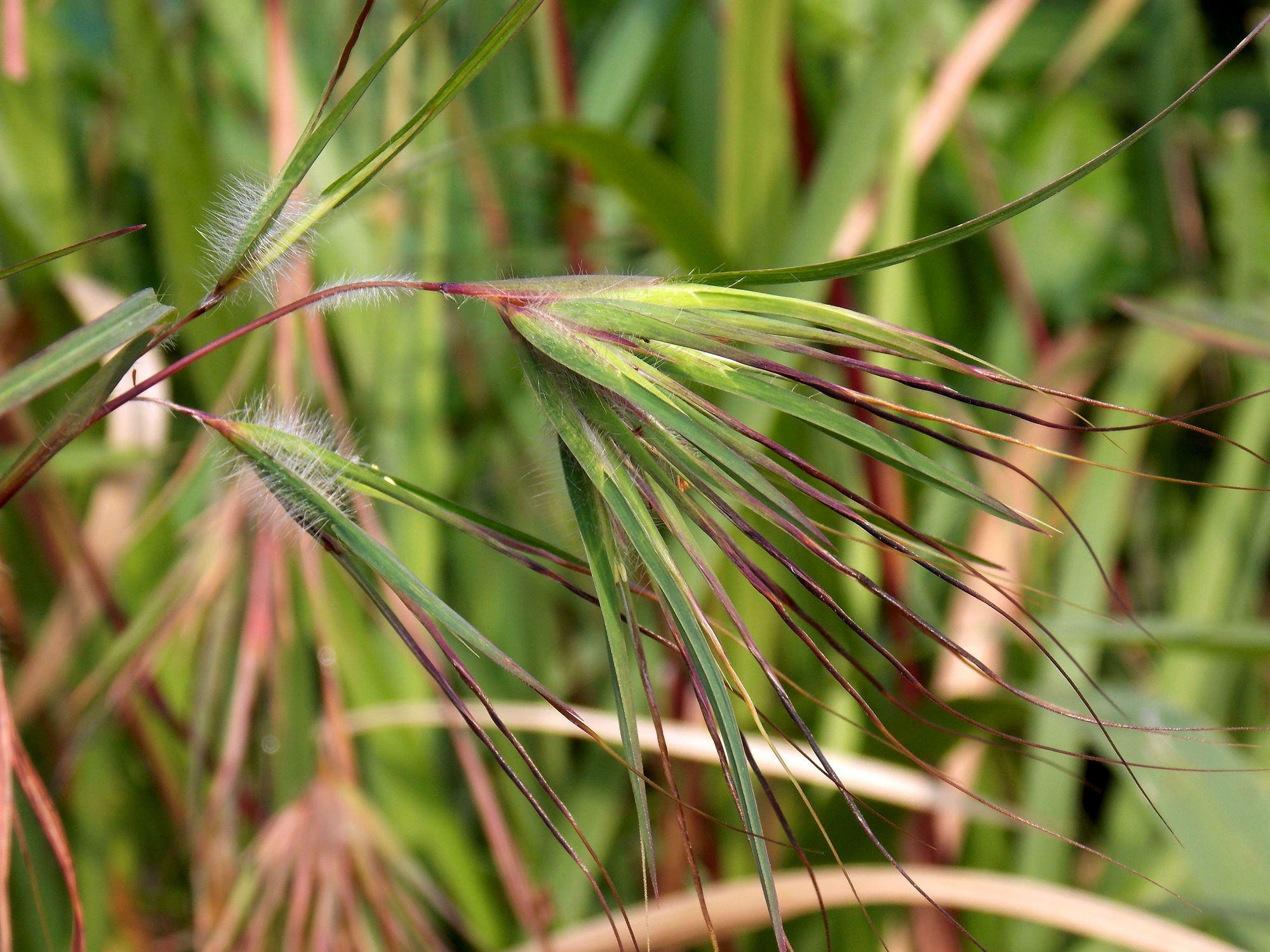